# Opel Rekord C
L'Opel Rekord C était un modèle de voiture de la série de modèles Opel Rekord d'Adam Opel AG, qui faisait partie du groupe automobile américain General Motors (GM). À partir d'août 1966, la Rekord C présentait une toute nouvelle carrosserie et remplaçait le «modèle intermédiaire» Rekord B, qui n'était construit que depuis un peu moins d'un an. La production de la successeur, la Rekord D, a commencé en décembre 1971.
Selon la source littéraire, elle est classée dans la catégorie grande routière ou dans la catégorie familiale routière.

## Historique du modèle

### Général

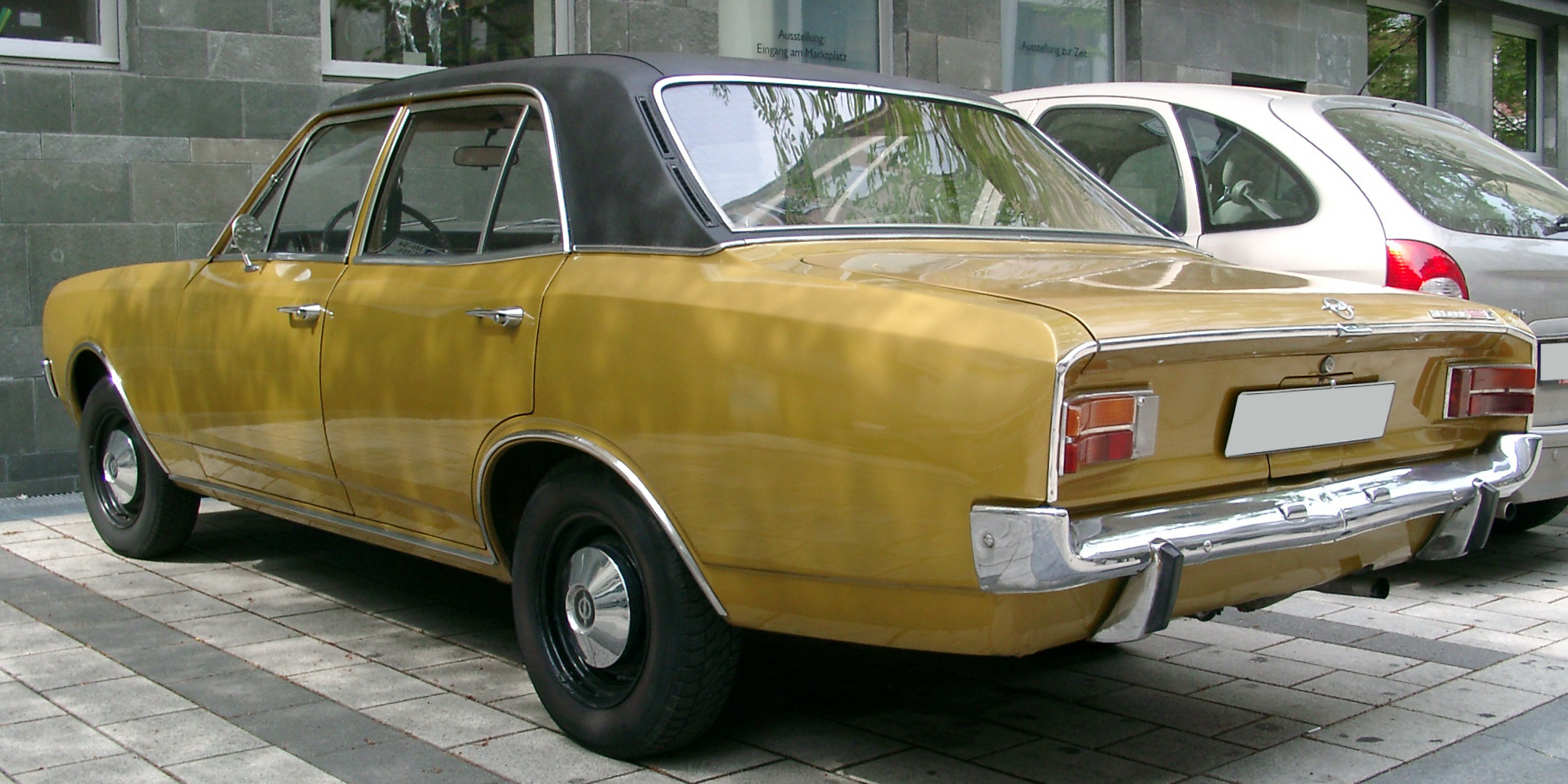
Vue arrière

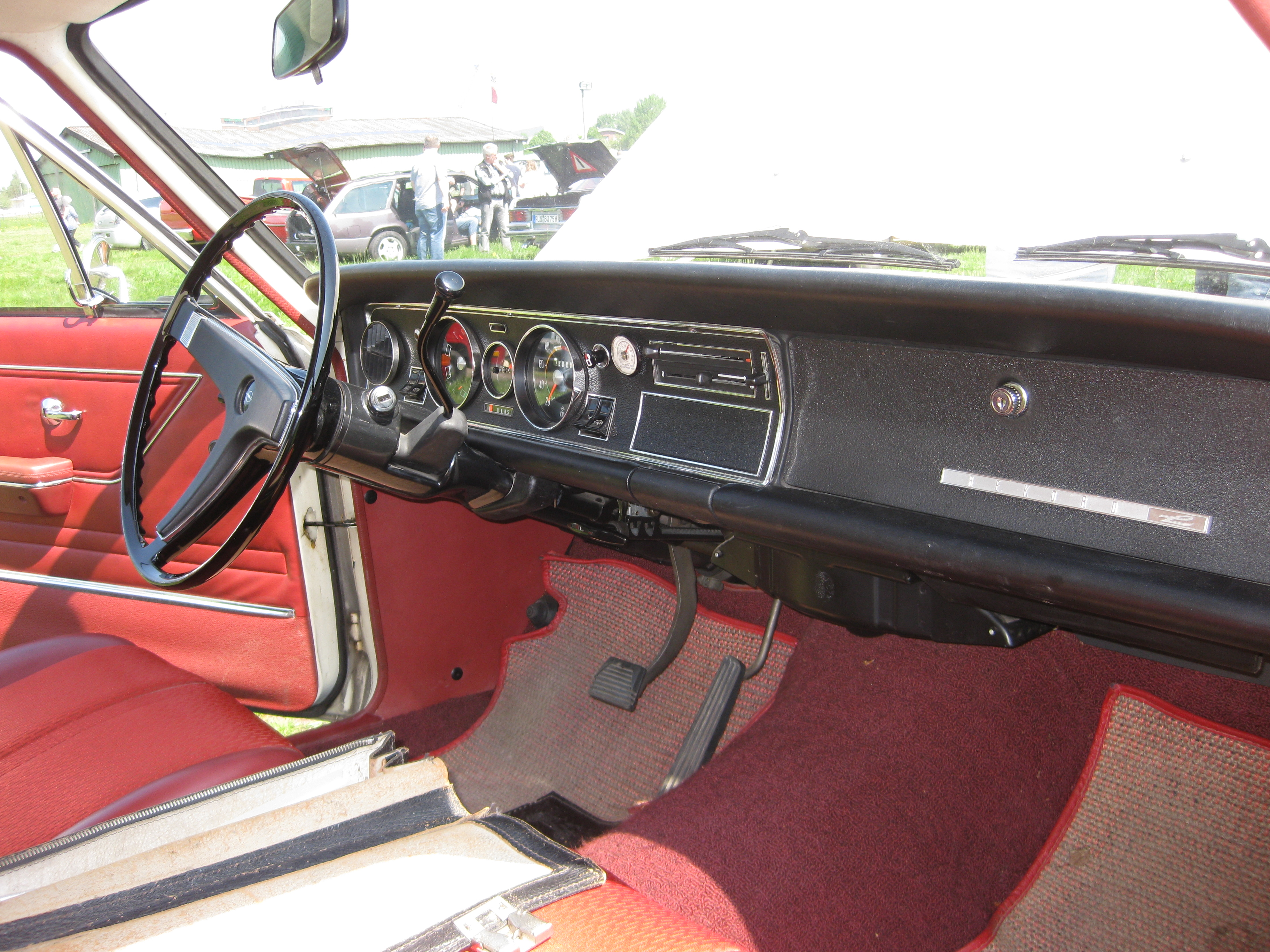
Poste de conduite

Le développement du concept de la Rekord C a commencé en 1963, Hans Mersheimer, ingénieur en chef et directeur technique d'Adam Opel AG jusqu'en 1967, en a fourni les lignes directrices. En raison du «balancement des hanches» caractéristique dans la zone arrière, que certains amateurs ont qualifié d'«érotique», comparable aux courbes d'une bouteille de Coca-Cola couchée, la Rekord C est devenue connue sous le nom de «Rekord bouteille de Coca» (Cola-Flaschen-Rekord). GM a utilisé la Chevrolet Chevelle comme point de référence pour la conception. Dans le même temps, il y avait des modèles de Rekord C sans ce balancement de hanche - par crainte qu'une telle forme de carrosserie ne soit pas populaire auprès du public allemand. En fait, le design était polarisant; à l'époque, Der Spiegel énumérait divers termes moqueurs pour le balancement des hanches des voitures américaines; le KFT s'est qualifié de «non motivé» pour la Rekord C berline. Mais l'Opel Kadett B avait déjà un léger balancement des hanches et n'a donc en aucun cas été un succès auprès du public. Les tentatives de Ford pour suivre cette conception ont eu moins de succès dans la mise en œuvre (voir Ford Taunus P7).
Après que la Ford Taunus P5 ait dépassé l'Opel Rekord précédente dans les statistiques d'immatriculation, la Rekord C était désormais le modèle de Rekord le plus réussi - avec elle, Opel dépassait pour la première fois la barre du million : 1 274 362 véhicules ont été construits jusqu'en janvier 1972. Un Rekord C Caravan est sorti des chaînes de montage de Rüsselsheim en septembre 1971, il s'agissait de la dix millionième automobile Opel depuis le début de la production automobile en 1899.
Un nouvel essieu arrière à ressorts hélicoïdaux a apporté une amélioration technique significative au châssis de la Rekord C.

### Aperçu
- Août 1966 : Présentation de la Rekord C chez les concessionnaires Opel.
- Décembre 1966 : Le nouveau moteur six cylindres en ligne de 2,2 litres est disponible avec tous les styles de carrosserie.
- Janvier 1967 : Présentation de la Rekord C coupé.
- Octobre 1967 : Le modèle spécial «Spar-Rekord» arrive sur le marché (équipement simple et uniquement disponible en peinture grise).
- Novembre 1967 : Début de la production de la Rekord Sprint de 106 ch.
- Août 1968 : Le moteur six cylindres est retiré de la gamme Rekord en raison d'un manque de demande. L'Opel Commodore succède à cette variante et arrive sur le marché en février 1967.
- Novembre 1968 : Deuxième série de la «Spar-Rekord», désormais également disponible en Siriusblau. La boîte automatique Powerglide à deux vitesses a cédé la place à une nouvelle boîte automatique de GM à trois vitesses.
- Janvier 1969 : Puisque la Rekord Sprint est principalement vendue en coupé, la Sprint berline n'est plus disponible. La transmission manuelle à trois vitesses n'est plus proposée.
- Janvier 1970 : La transmission manuelle à trois vitesses n'est plus proposée. L'embrayage automatique «Olymat» ne fait plus partie du programme de livraison. Le moteur de 1,5 litre n'est plus disponible dans la gamme de moteur.
- Juillet 1971 : Modèle spécial Rekord «Holiday» avec toit ouvrant, phares supplémentaires et lunette arrière chauffante.
- Septembre 1971 : La Rekord Sprint est abandonnée.
- Janvier 1972 : Fin de la production après 1 274 362 exemplaires.

## Variantes

### Variantes de carrosserie
La Rekord C était disponible en berline deux ou quatre portes, en break «Caravan» trois ou cinq portes, en fourgon de livraison trois portes (Caravan sans vitres latérales arrière) et, à partir de janvier 1967, également en coupé.
Le coupé n'a pas de montant B et est largement considéré comme le modèle de Rekord le plus élégant. En outre, à partir de 1967, Karl Deutsch Fahrzeugbau à Cologne a réalisé une conversion cabriolet basée sur la Rekord berline deux portes et la Commodore, moyennant un supplément de 4 000 Deutsche Mark, mais cela est rare. Karmann à Osnabrück a également développé une version cabriolet basée sur la Commodore, mais elle n'a pas été produite en série. Elle était basée sur la berline deux portes, dotée de quatre vitres latérales (au lieu de deux sur le cabriolet de Deutsch), dont furent fabriqués quatre exemplaires qui existent encore aujourd'hui.

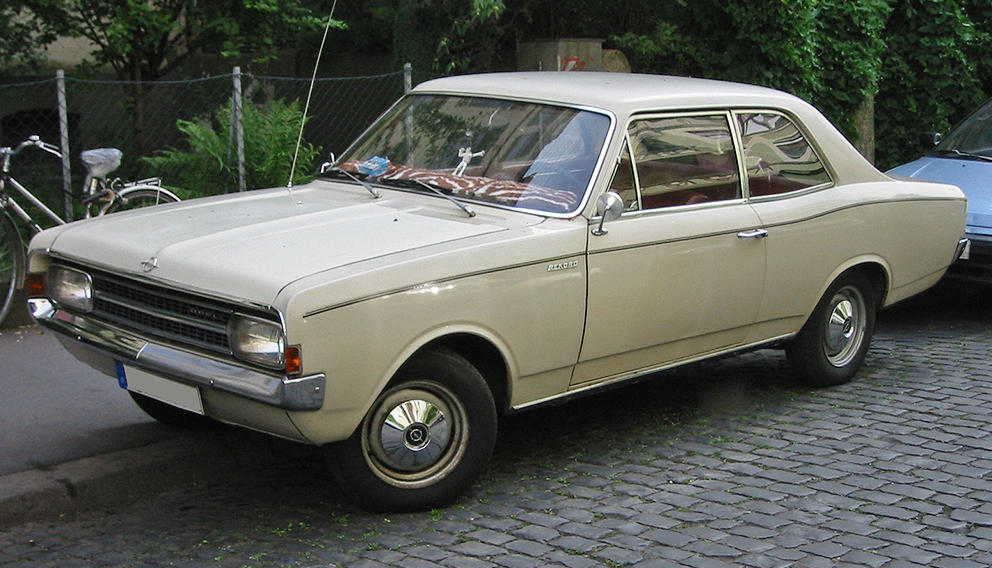
Opel Rekord en berline deux portes
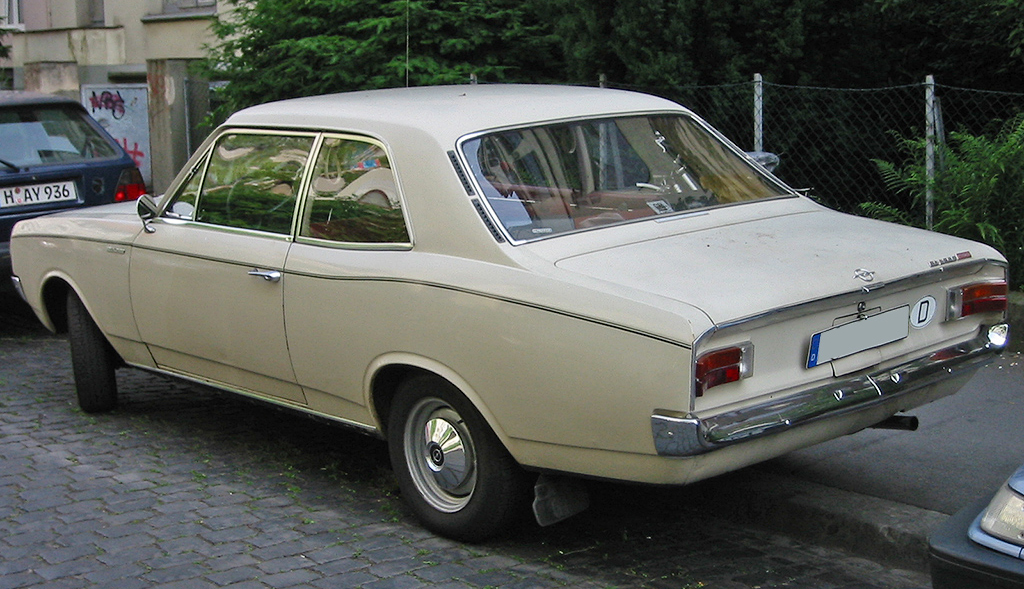
Vue arrière
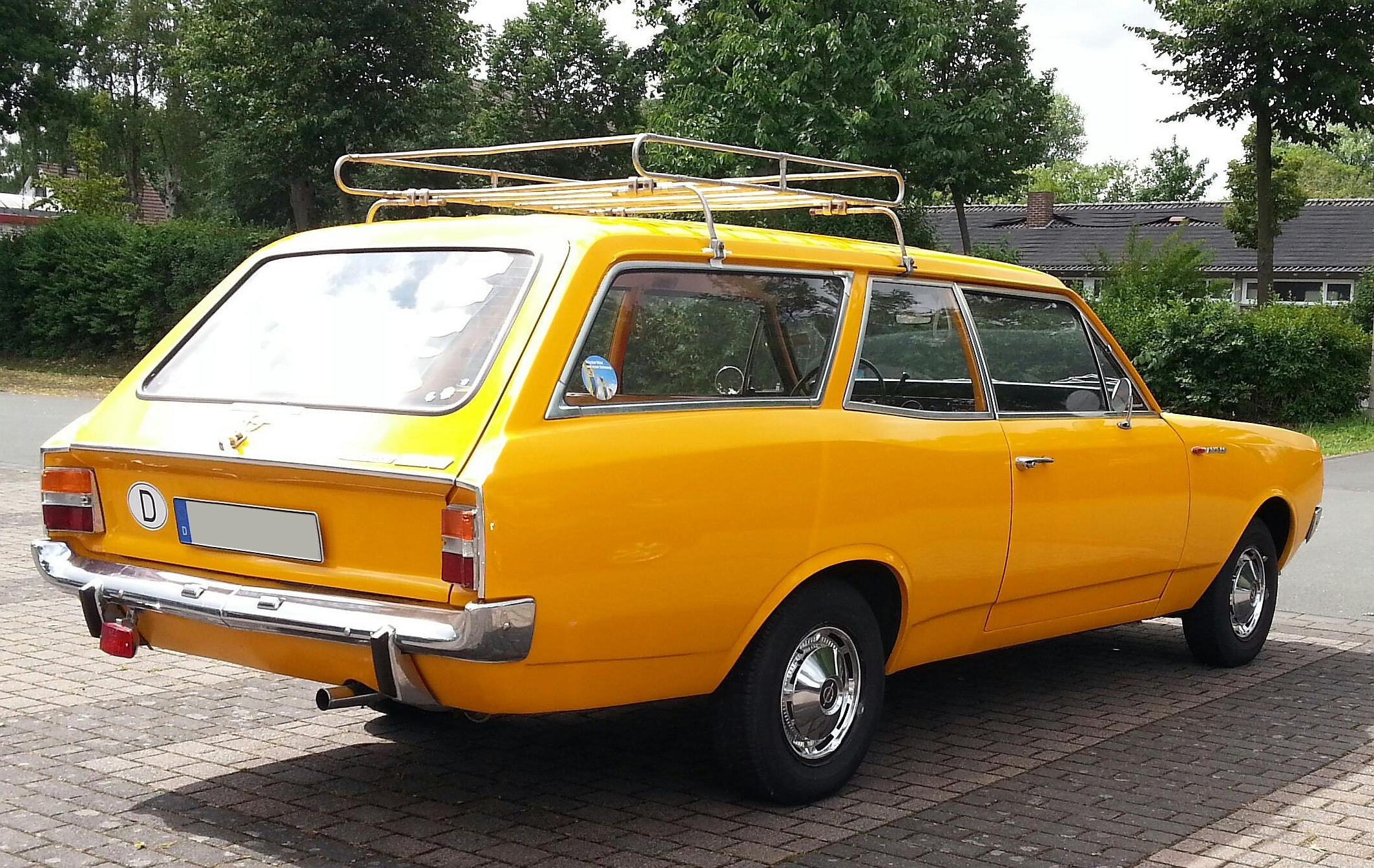
Opel Rekord Caravan
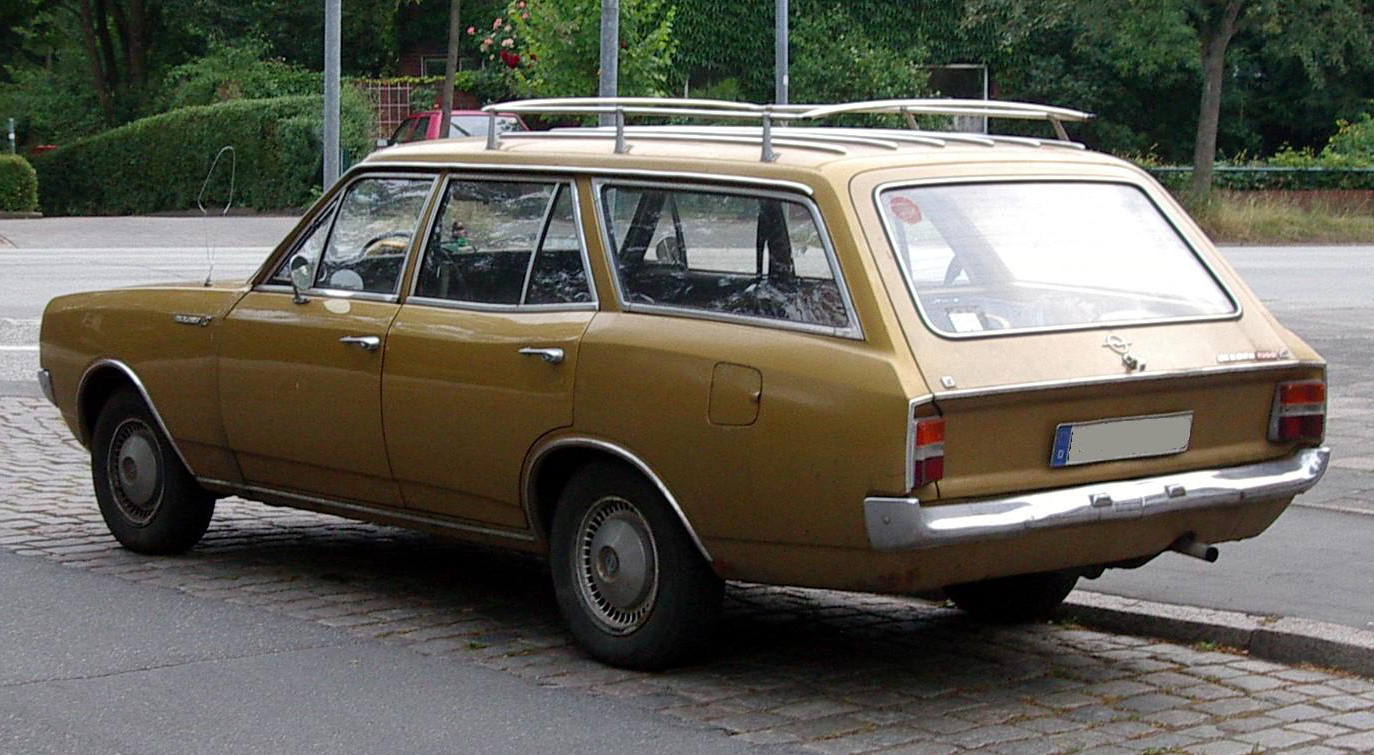
Le premier break Opel également disponible en cinq portes : le Rekord C Caravan
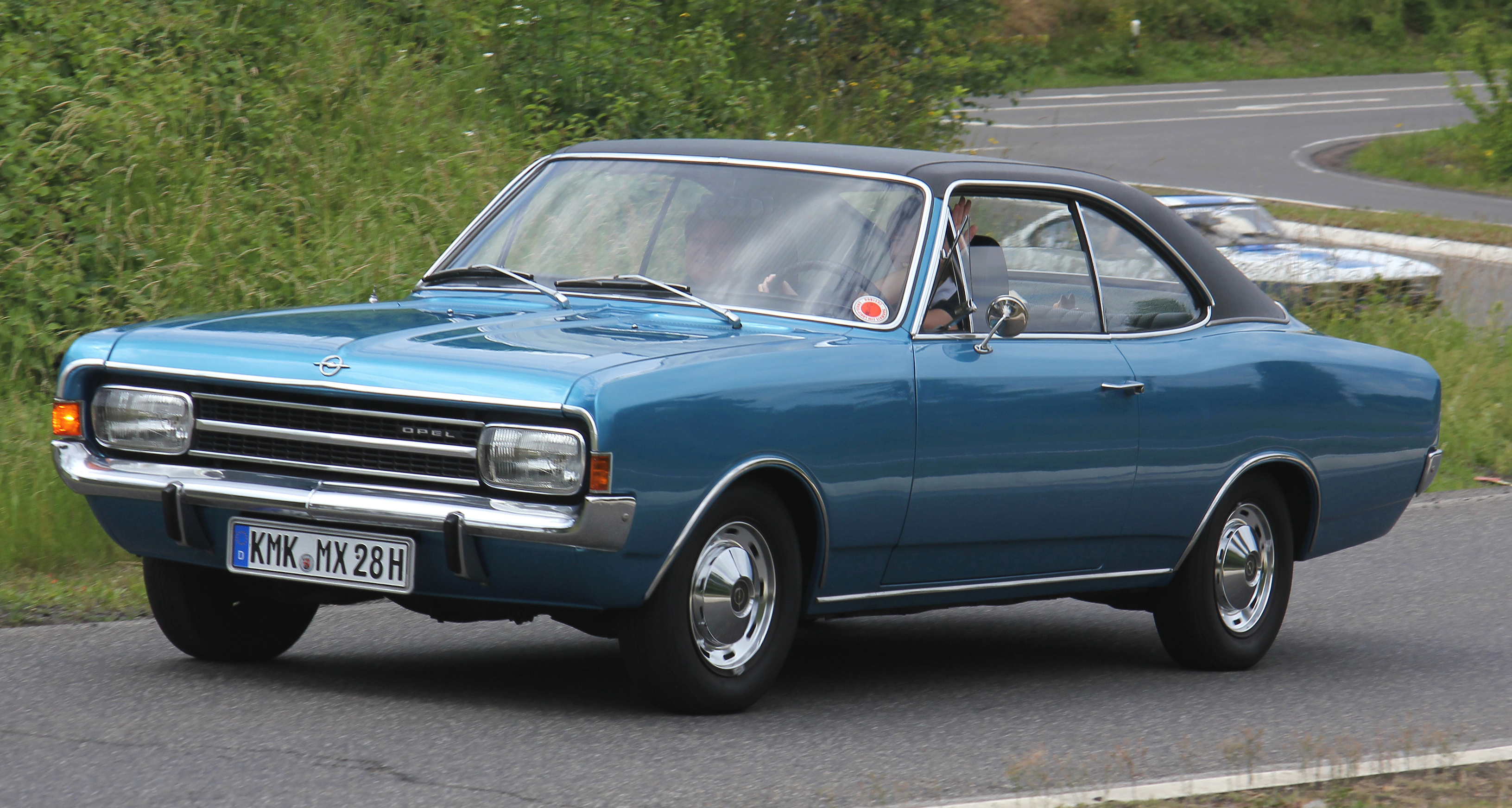
Opel Rekord coupé
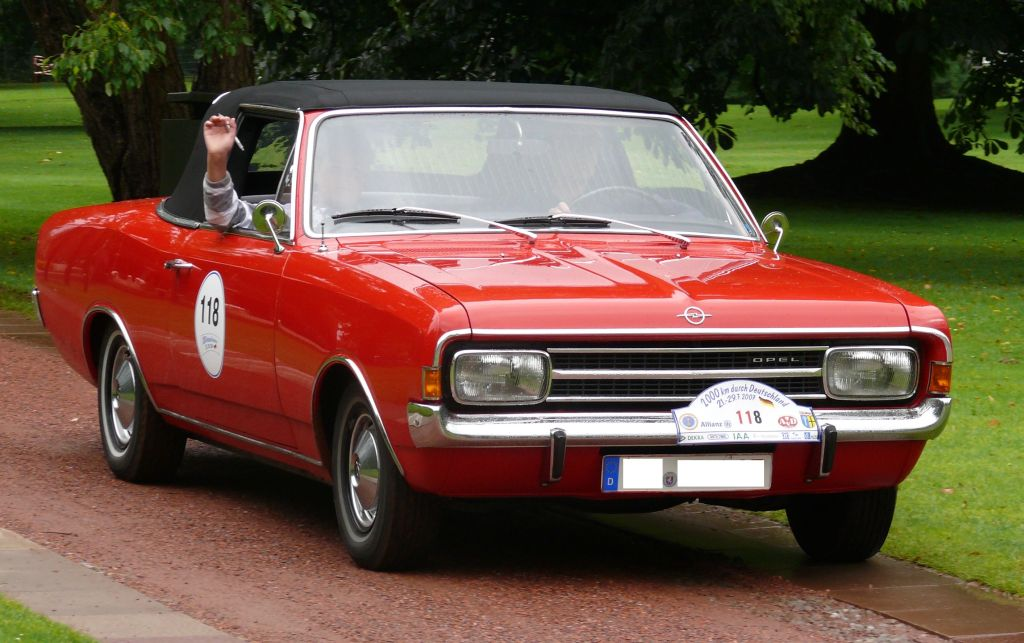
Opel Rekord C cabriolet de Deutsch
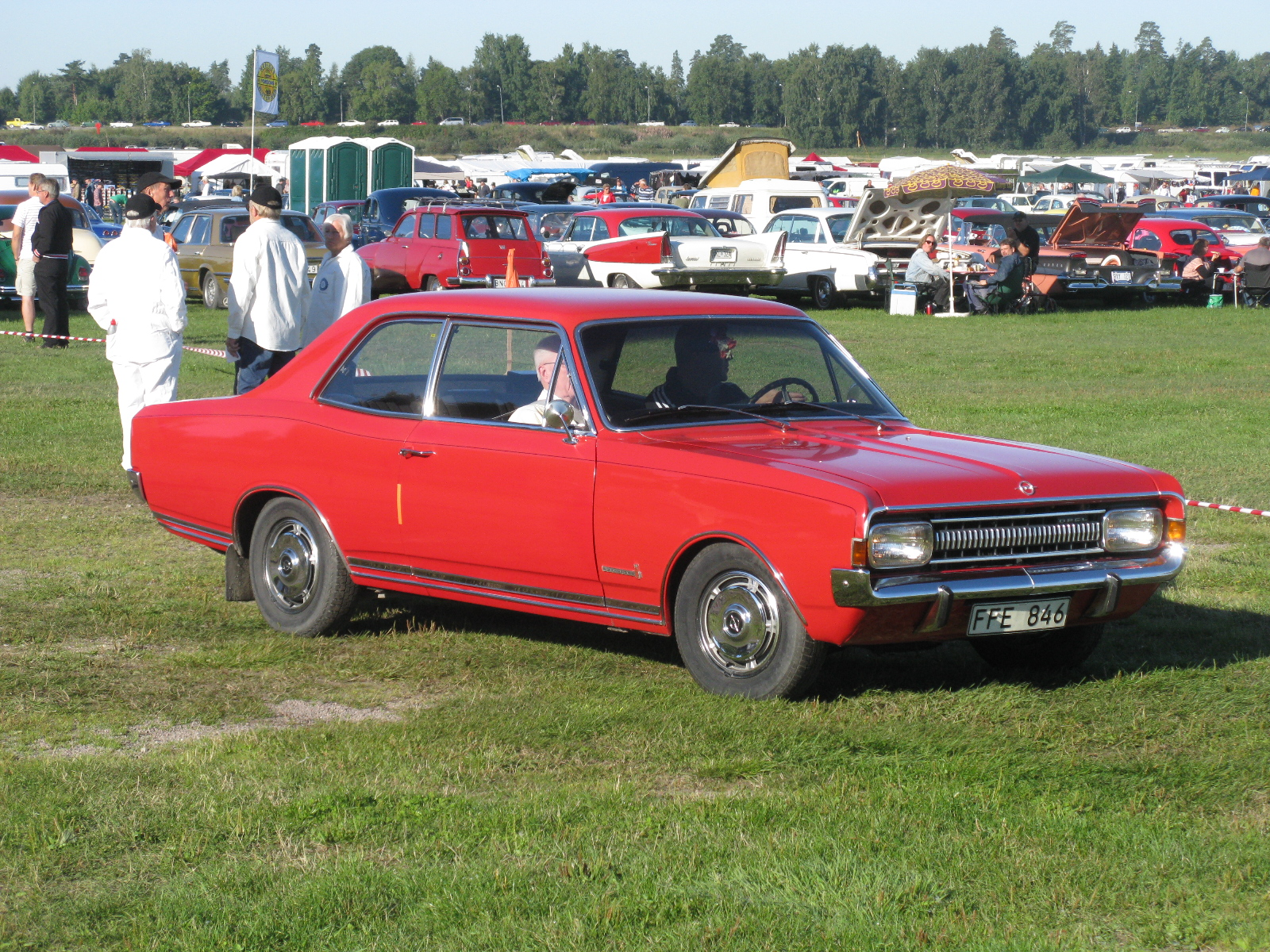
Opel Commodore A
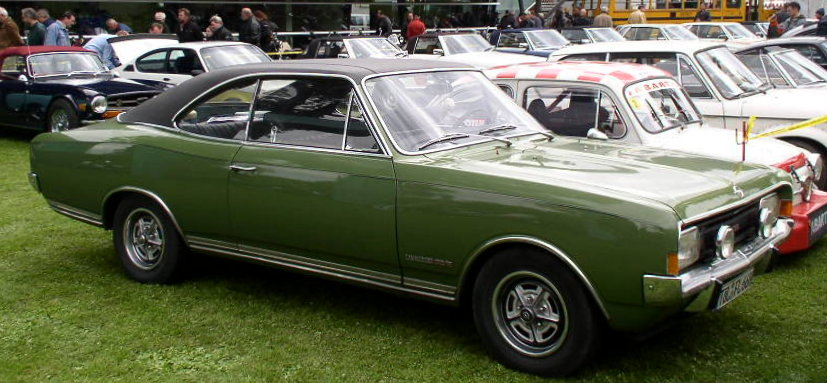
Opel Commodore A GS-E

### Opel Commodore avec moteur six cylindres
À partir de février 1967, l'Opel Commodore A a été ajoutée à la gamme en tant que berline deux et quatre portes et coupé. La Commodore comble le vide laissé par la Rekord B 6, mais elle dispose du moteur de l'Admiral de nouvelle génération introduite en août 1965, réduit à 2,5 litres.
Le moteur six cylindres en ligne de 2,2 litres est resté dans la gamme des moteurs jusqu'en août 1968. Il coûtait un supplément considérable par rapport au moteur quatre cylindres 1.9 S, qui n'était que 5 ch moins puissant, ce qui conduisait à des chiffres de vente très faibles.
À partir de l'automne 1967, apparaissent la Rekord Sprint et la Commodore GS, analogues à la Kadett Rallye. En raison de changements dans la réglementation sur les émissions, la production de la Sprint a été interrompue à la fin de l'été 1971, quelques mois avant la fin du reste de la gamme de modèles.

## Technologie

### Moteurs

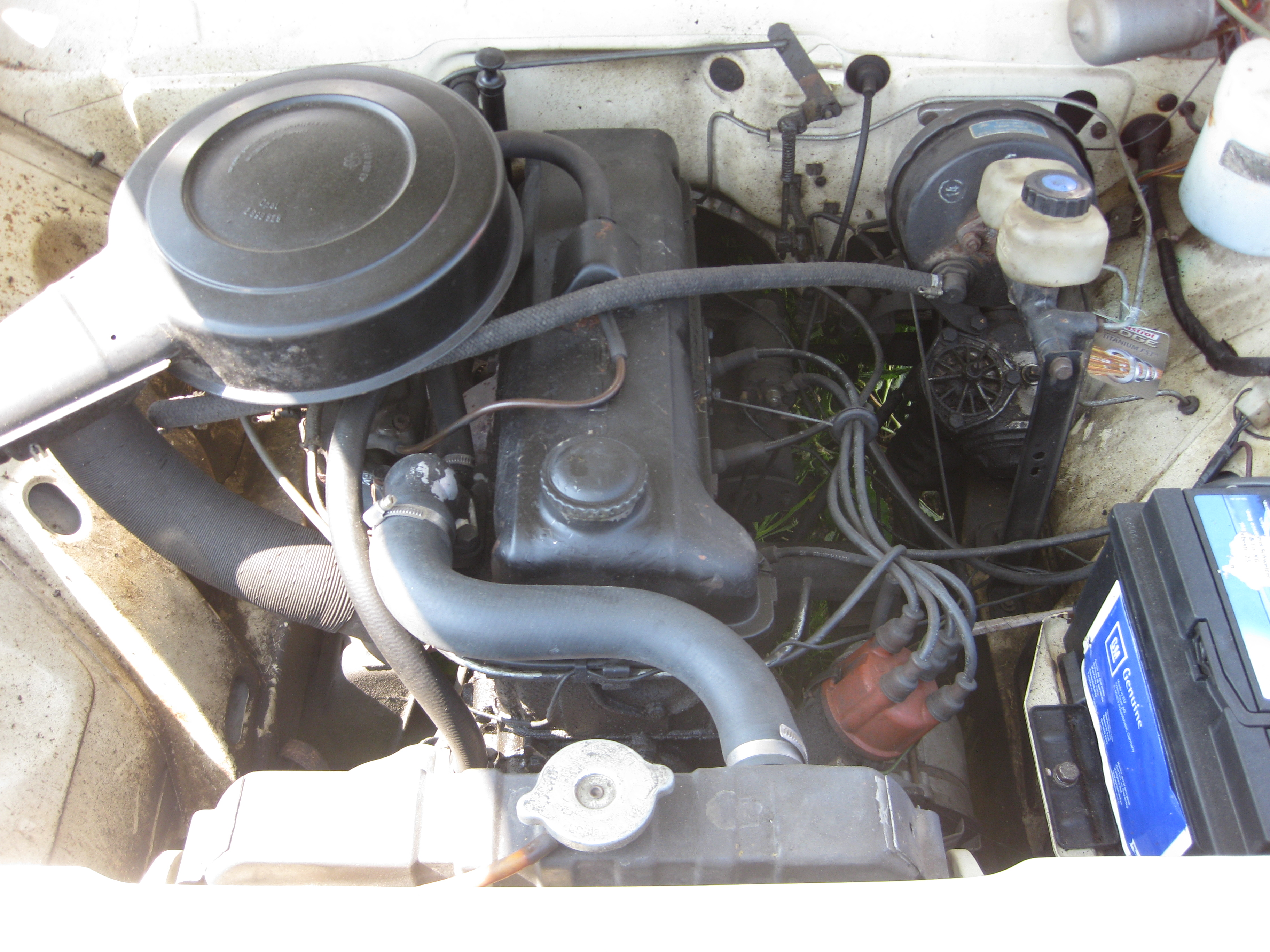
Compartiment moteur d'une Rekord C 1700

Une nouvelle génération de moteurs quatre cylindres a été introduite dans le modèle précédent, la Rekord B; Il s'agissait de moteurs dits CIH (avec un arbre à cames dans la culasse et les soupapes étaient entraînées par des culbuteurs). Le moteur de 1,5 litre a été légèrement révisé pour une meilleure courbe de couple et possédait initialement le carburateur de la Rekord A produit par Opel sous licence Carter; À partir de 1969, comme le nouveau moteur essence ordinaire de 1,7 litre, il est équipé d'un carburateur Solex.
La conception de base du moteur six cylindres de 2,6 litres de l'ancienne Rekord B L-6, qui remonte à l'Opel Super 6 de 1937, n'était plus dans la gamme, mais il y avait un nouveau moteur six cylindres en ligne de 2,2 litres, qui n'était plus disponible à partir de 1967 avec l'apparition de la Commodore A. Pour la «Sprint», les performances du moteur 1.9S ont été augmentées à 106 ch grâce à deux carburateurs Type 40 DFO du constructeur italien Weber à double aspiration et à une culasse HP (haute performance) modifiée.
- 1.5N : 58 ch (60 ch à partir de 1969; arrêté en 1970)
- 1.7N : 60 ch (66 ch à partir de 1969)
- 1.7S : 75 ch
- 1.9S : 90 ch
- 1.9H : 106 ch (uniquement dans le modèle spécial Rekord «Sprint»)
- 2.2N : 95 ch (moteur six cylindres, seulement jusqu'en 1967)

### Transmission
La version standard de l'Opel Rekord était encore équipée d'une boîte de vitesses à commande manuelle à trois vitesses (jusqu'en 1970), ce qui avait un impact négatif sur les valeurs d'accélération. Une boîte de vitesses à quatre rapports était également disponible en option avec levier de vitesses au volant (avec levier de vitesses central moyennant un supplément, de série sur le coupé). Il y avait en option une transmission automatique Powerglide de General Motors à deux vitesses, une autre option était la transmission semi-automatique (embrayage automatique) Olymat de Fichtel & Sachs avec une transmission à trois vitesses (jusqu'en 1970). Fin 1968, la transmission automatique TH180 à trois vitesses construite dans l'usine GM de Strasbourg a remplacé la transmission Powerglide, techniquement obsolète.

### Carrosserie
En plus de la courbe distinctive des hanches, qui n'avait qu'une importance de mode, la carrosserie avait des formes plus arrondies que celle du modèle précédent. L'empattement a été légèrement allongé, les proportions étant modifiées en faveur d'un capot plus long et au détriment de la zone arrière (coffre de seulement 385 litres). L'espace dans l'habitacle a augmenté grâce aux entretoises de roue et à l'élargissement de la carrosserie de 65 mm.

### Châssis
L'essieu arrière à ressorts à lames, assez simple, de la prédécesseur a cédé la place à un nouvel «essieu à cinq bras». Cet essieu rigide avec ressorts hélicoïdaux, quatre bras oscillants et ce qu'Opel appelle une barre Panhard assurait un comportement de conduite nettement plus stable. Cette conception d'essieu arrière était moderne, mais pas complètement nouvelle : elle avait déjà été introduite par Simca et Fiat. Opel l'a gardé presque inchangé jusqu'à la fin de la production de l'Opel Rekord E mi-1986.
Sur l'essieu avant, la suspension indépendante à double triangle avec ressorts hélicoïdaux et barre stabilisatrice du type précédent a été conservée et de grandes moulures en caoutchouc (qui étaient désormais également utilisées sur l'essieu arrière) ont été ajoutées pour réduire le bruit.
De nombreuses mesures ont amélioré la sécurité. Tous les modeles avaient un système de freinage à double circuit avec servofrein sur les frein à disque à l'avant et des frein à tambour sur l'essieu arrière. Un tableau de bord rembourré de mousse, une colonne de direction télescopique et des zones de déformation efficacement conçues augmentent la sécurité passive. Des ceintures de sécurité à trois points et des appuis-tête étaient disponibles pour les sièges avant moyennant un supplément. Un instrument rond non éblouissant a remplacé le tachymètre à ruban typique d'Opel («tachymètre à couleur conductrice»). La presse spécialisée a réalisé des tests de collision avec la Rekord C et a salué la stabilité de l'habitacle.

## Schwarze Witwe

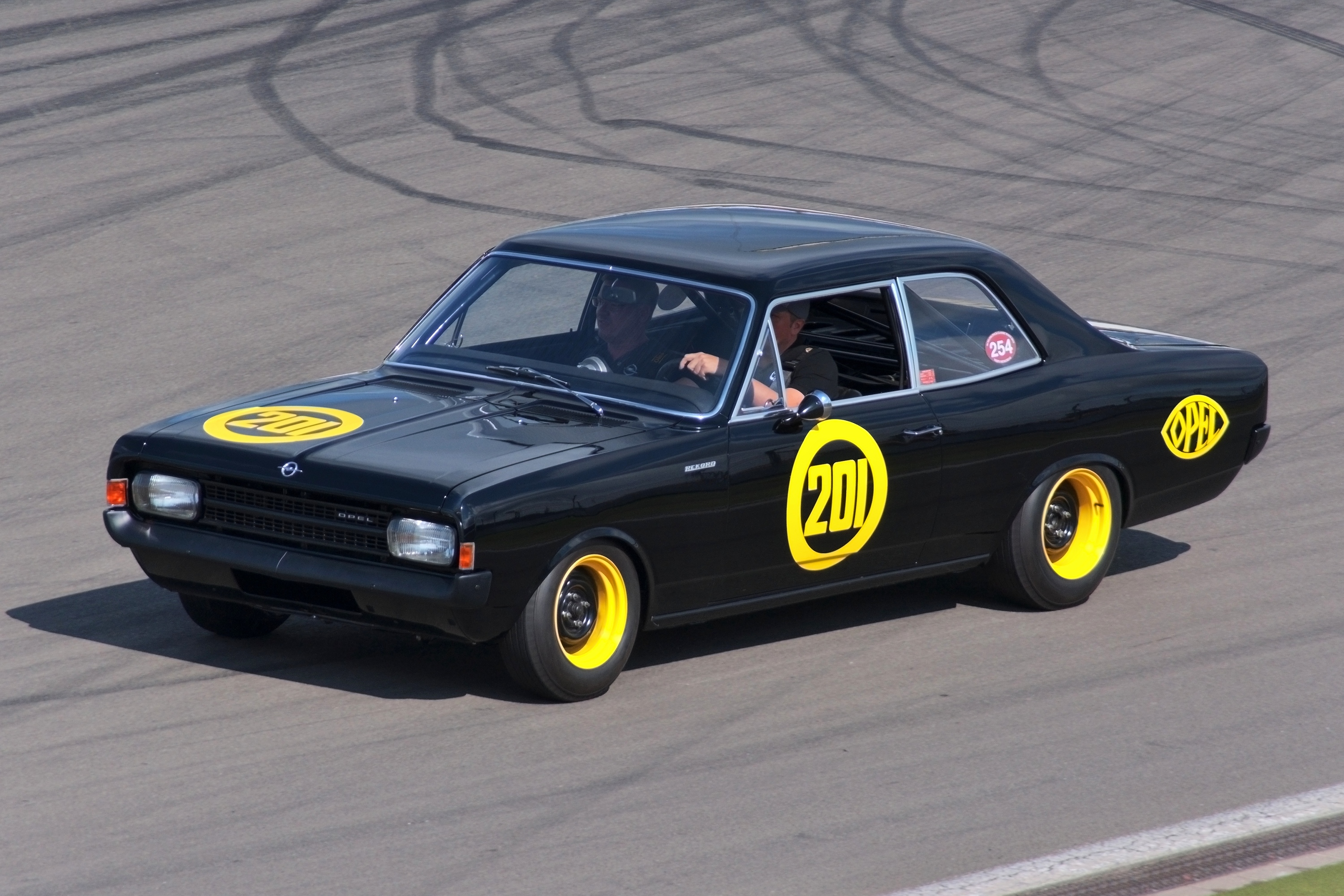
Rekord C Schwarze Witwe (réplique d'Opel Classic)

Après le début de la production en série, Anatole Lapine développe une version de course de l'Opel Rekord C. En raison de sa peinture noire, ce véhicule d'une puissance de 180 ch était également appelé Schwarze Witwe (veuve noire en Allemand) ou Taxi. Elle a été conduite entre 1967 et 1969 par Erich Bitter et Niki Lauda, entre autres, sans obtenir de succès majeur malgré ses caractéristiques de conduite spectaculaires. Au début des années 1970, la Schwarze Witwe disparaît sans moteur près de Vienne; on ne sait pas où se trouve le véhicule.
En 2012, la Schwarze Witwe a été reconstruite par Opel Classic, avec l'aide de Lapine faute de plans.

## Modèles en dehors de l'Allemagne
La gamme a également été fabriquée et vendue dans d'autres pays, certaines sous des noms de modèles différents. La Ranger A a été produite en Afrique du Sud, en Belgique et en Suisse, la Chevrolet Opala (ou Opala Comodoro ou Opala Diplomata) a été produite au Brésil, au Chili et en Uruguay et l'Opel Olympico au Mexique. La Chevrolet Opala est sortie des chaînes de montage du Brésil jusqu'au début des années 1990. Elle différait extérieurement de la Rekord C par des sections avant et arrière modifiées.

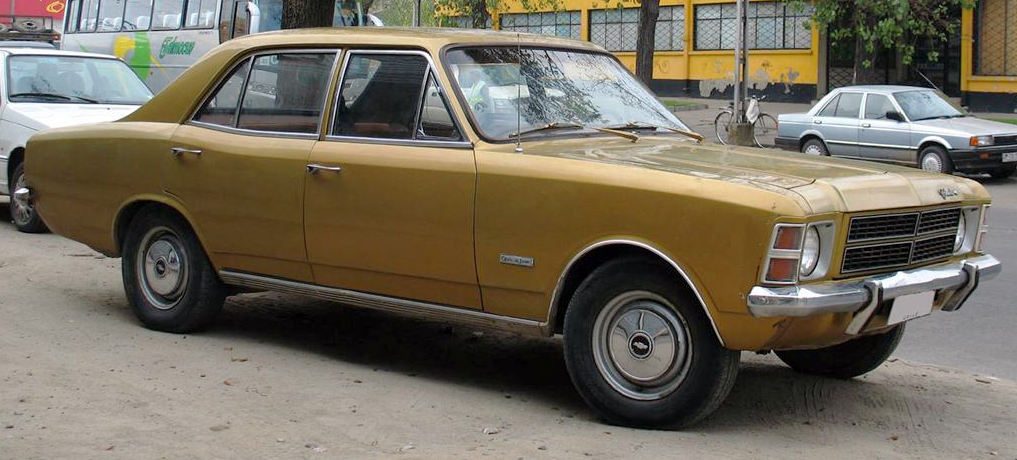
Chevrolet Opala Deluxe
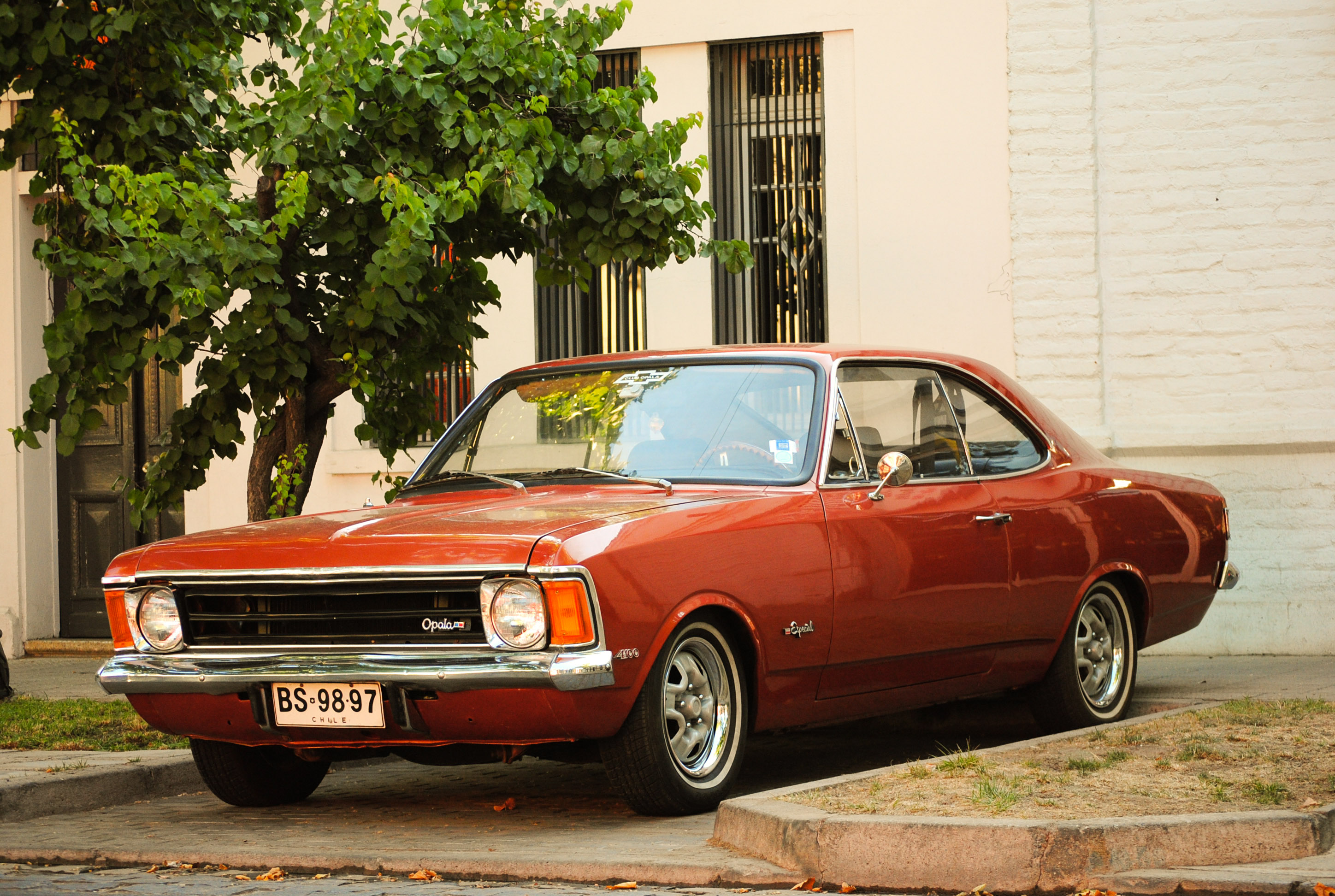
Chevrolet Opala Deluxe coupé
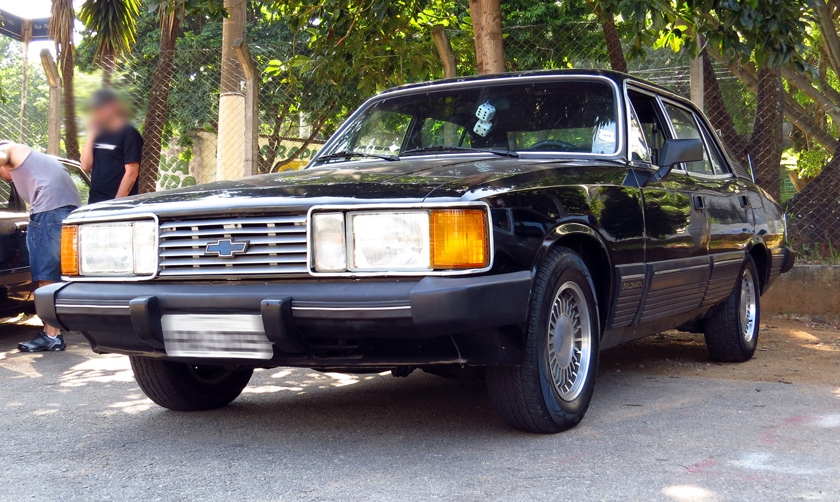
Chevrolet Diplomata berline